# أنا كريستينا نوبرى
آنا كريستينا دي أوزوريو نوبري، (مواليد 1963، ريو دي جانيرو) هي عالمة أعصاب برازيلية تعمل في المملكة المتحدة.
وهي تشغل منصب رئيس علم الأعصاب الإدراكي الانتقالي بجامعة أكسفورد وزميلة أستاذة في كلية سانت كاترين وزميلة فخرية في نيو كوليدج، في أكسفورد، تشغل نوبري منصب رئيس قسم علم النفس التجريبي وهي تدير مركز أكسفورد لنشاط الدماغ البشري - وهو منشأة متميزة لدراسة الديناميكات العصبية المشاركة في دعم الإدراك البشري الصحي وفهم اضطرابهم في حالات الأمراض النفسية والاضطرابات العصبية. وهي أيضًا أستاذة ملحقة في جامعة نورث وسترن في شيكاغو بالولايات المتحدة الأمريكية، حيث تعمل في مركز علم الأعصاب الإدراكي وأمراض الزهايمر وهي أيضًا عضو في الأكاديمية الأوروبية. نوبري مستشارة لمؤسسة جيمس إس ماكدونيل لبرنامج فهم الإدراك البشري، ومحررة مساعدة في لمجلة علم الأعصاب الإدراكي . وهي متزوجة من الفيلسوف لوسيانو فلوريدي.

## الحياة والعمل
نشأت نوبري في ريو دي جانيرو بالبرازيل، وتلقت تعليمها في المدرسة الأمريكية في ريو دي جانيرو. انتقلت إلى الولايات المتحدة لإكمال تعليمها العالي. حصلت على درجة البكالوريوس من كلية ويليامز عام 1985، مع تخصص عقدي في مجال علم الأعصاب. وحصلت على الماجستير والماجستير والدكتوراه (1992) من جامعة ييل لأبحاثها في الدراسات الداخلية للجمجمة و الفيزيولوجيا الكهربية الغيراجتياحية للغة والانتباه في الدماغ البشري. خلال أبحاثها لمرحلة بعد الدكتوراه في جامعة ييل وهارفارد (1992-1994)، شاركت في بعض الدراسات الأولي لتصوير الدماغ للوظائف المعرفية في الدماغ البشري. قبل تعيينها الحالي، كانت محاضرة ماكدونيل بيو في علم الأعصاب الإدراكي وزميلة أبحاث مبتدئة أستور وتود بيرد في نيو كوليدج (1994-1996). وتعمل حالياً في المجلس الاستشاري ل نيوروفوكس، وهي شركة مقرها ولاية كاليفورنيا بيركلي، للتسويق العصبي. 
في 16 يوليو 2015، أُنتخبت زميلة في الأكاديمية البريطانية. في عام 2020، تشرفت بأن تكون عضوًا دوليًا في الأكاديمية الوطنية للعلوم.

## البحث العلمي
تستخدم نوبري طرقً غير جراحية متعددة ومتكاملة لتصوير الدماغ ، جنبًا إلى جنب مع الدراسات السلوكية، من أجل استكشاف وفهم الأنظمة العصبية التي تدعم الوظائف المعرفية في الدماغ البشري.، معظم عملها يبحث بشكل خاص في «توجيه الانتباه»: كيف يولد الدماغ تنبؤات لحظة بلحظة حول الأحداث التيتوشك على الحدوث من أجل تحسين الإدراك والعمل. تشمل الموضوعات الأخرى في بحثها تمثيل الوقت ، وكيف تكتسب الكلمات والأشياء المعنى، وتأثير الدافع على الإدراك.

## روابط خارجية
- مركز أكسفورد لنشاط الدماغ البشري
- مجموعة أبحاث علم الأعصاب الإدراكي والدماغ ، جامعة أكسفورد
- أكسفورد سانت كاترين